# Kartony
Kartony – pasmo programowe składające się z krótkich filmów animowanych przerywanych teledyskami, emitowane niegdyś na 4fun.tv.

## Historia
Kartony zadebiutowały wraz ze startem kanału 4fun.tv w 2004 roku, a jego pierwszymi animacjami, jakie wyświetlano, był Piesek Leszek oraz Generał Italia. Pory emisji zmieniały się. Na początku pasmo emitowano od poniedziałku do piątku w godzinach 15:00-16:00, później w poniedziałki o 15:00 oraz od poniedziałku do czwartku o 20:00. W soboty i niedziele o 20:00 i 23:00 wyświetlano specjalny blok "The best of Kartony", gdzie pokazywano najlepiej ocenione odcinki seriali. 
Początkowo za większość animacji odpowiadała GIT Produkcja. Później w ich produkcję zaangażowały się Catmood Animations oraz Mobile Entertainment Europe. 
12 października 2009 roku został założony oficjalny kanał na YouTube, na którym opublikowane zostały odcinki seriali (wcześniej odcinki seriali były udostępniane na stronie 4fun.tv lub na oficjalnych stronach kreskówek).
W grudniu 2010 Kartony przestały być wyświetlane przez 4fun.tv. Część seriali została wtedy przeniesiona do siostrzanej stacji Rebel.TV w ramach pasma "Kapitan Bomba i przyjaciele".
W 2012 roku założono drugi kanał, tym razem na nieistniejącym już serwisie Wrzuta.pl.
Od 5 listopada 2018 do 26 stycznia 2020 roku na kanale 4fun Gold wyświetlane było pasmo "Kultowe Kartony".